# Krisztián Lovassy
Krisztián Lovassy (* 23. Juni 1988 in Budapest) ist ein ehemaliger ungarischer Radrennfahrer, der auf der Straße und der Bahn aktiv war.

## Sportliche Laufbahn
Seit 2005 ist Krisztián Lovassy im internationalen Radsport aktiv. 2007 startete er bei den Straßenrad-Weltmeisterschaften in Stuttgart im Einzelzeitfahren der U23-Klasse, wo er den 51. Platz belegte. 2009 gewann er die erste Etappe beim Grand Prix Cycliste de Gemenc und wurde Fünfter der Gesamtwertung. 2012 startete er im Straßenrennen der Olympischen Spiele in London, kam aber nicht ins Ziel. 2013 sowie 2017 wurde Lovassy ungarischer Meister im Straßenrennen, 2015 im Einzelzeitfahren. Auf der Straße erzielte Lovassy 2019 seinen letzten Sieg, als er eine Etappe der Tour de Hongrie für sich entschied.
Seit 2013 startet Lovassy international auch auf der Bahn. In der Saison 2016/17 belegte er in der Gesamtwertung des Bahnrad-Weltcups Platz zehn in der Disziplin Scratch. Bei den Bahneuropameisterschaften 2017 errang er Silber im Scratch und gewann zum Ende der Saison die Scratch-Gesamtwertung des Bahn-Weltcups. Bis einschließlich 2021 errang er dreizehn nationale Titel auf der Bahn.
Nach der Saison 2021 wird Lovassy nicht mehr in den Ergebnislisten der UCI geführt.

## Erfolge

### Straße
2009
- eine Etappe Grand Prix Cycliste de Gemenc

2011
- Banja Luka-Belgrade I
- eine Etappe Romanian Cycling Tour

2012
- Central European Tour Miskolc Grand Prix

2013
- Ungarischer Meister – Straßenrennen
- Budapest Grand Prix

2015
- Ungarischer Meister – Einzelzeitfahren

2017
- Ungarischer Meister – Straßenrennen

2019
- eine Etappe Tour de Hongrie

### Bahn
2017
- Europameisterschaft – Scratch
- Ungarischer Meister – 1000-Meter-Zeitfahren

2018
- Bahnrad-Weltcup 2017/18 Gesamtwertung – Scratch
- Ungarischer Meister – Scratch, Punktefahren und Omnium

2019
- Ungarischer Meister – Omnium und Scratch

2020
- Ungarischer Meister – Punktefahren, Scratch, Einerverfolgung, Omnium und Mannschaftszeitfahren (mit Dániel Hájos und Viktor Filutás)

2021
- Ungarischer Meister – Scratch und Madison (mit Viktor Filutás)